# 4629 Walford
A 4629 Walford (ideiglenes jelöléssel 1986 TD7) a Naprendszer kisbolygóövében található aszteroida. Eleanor F. Helin fedezte fel 1986. október 7-én.